# Савеевское сельское поселение
Саве́евское се́льское поселе́ние — упразднённое муниципальное образование в составе Рославльского района Смоленской области России.
Административный центр — деревня Савеево.
Образовано Законом Смоленской области от 28 декабря 2004 года. Упразднено Законом Смоленской области от 20 декабря 2018 года с включением к 1 января 2019 года всех входивших в его состав населённых пунктов в Сырокоренское сельское поселение.

## Географические данные
- Общая площадь: 80,23 км²
- Расположение: северо-восточная часть Рославльского района
- Граничит:
  - на северо-востоке — с Сырокоренским сельским поселением
  - на юго-востоке — с Сырокоренским сельским поселением
  - на юге — с МО «Город Десногорск»
  - на западе — с Богдановским сельским поселением
  - на севере — с Ельнинским районом
- Крупные реки: Десна, Большая Присмара.

## Население
| 2007 | 2011 | 2012 | 2013 | 2014 | 2015 | 2016 |
| ---- | ---- | ---- | ---- | ---- | ---- | ---- |
| 577  | ↘493 | ↘480 | ↗503 | ↘489 | ↘449 | ↘445 |
| 2017 | 2018 | 2019 |      |      |      |      |
| ↘422 | ↘418 | ↘401 |      |      |      |      |

## Населённые пункты
На территории поселения находились следующие населённые пункты:
| №  | Населённый пункт | Тип     | Население |
| -- | ---------------- | ------- | --------- |
| 1  | Бутырки          | деревня |           |
| 2  | Ведерники        | деревня |           |
| 3  | Воробьёвка       | деревня |           |
| 4  | Гавриловка       | деревня |           |
| 5  | Горбачи          | деревня |           |
| 6  | Жарное           | деревня |           |
| 7  | Заболотье        | деревня |           |
| 8  | Ивановка         | деревня |           |
| 9  | Клин             | деревня |           |
| 10 | Князевка         | деревня |           |
| 11 | Коняты           | деревня |           |
| 12 | Котлино          | деревня |           |
| 13 | Малышовка        | деревня |           |
| 14 | Мятка            | деревня |           |
| 15 | Никифоровское    | деревня |           |
| 16 | Присмара         | деревня |           |
| 17 | Савеево          | деревня |           |
| 18 | Славени          | деревня |           |
| 19 | Турбаевка        | деревня |           |
| 20 | Холм-Путятов     | деревня |           |

## Экономика
Сельхозпредприятия, магазины.